# Vladimir Aleksandrovič Al'bickij
| 1002 Olbersia    | 15 agosto 1923    |
| 1007 Pawlowia    | 5 ottobre 1923    |
| 1022 Olympiada   | 23 giugno 1924    |
| 1028 Lydina      | 6 novembre 1923   |
| 1030 Vitja       | 25 maggio 1924    |
| 1034 Mozartia    | 7 settembre 1924  |
| 1059 Mussorgskia | 19 luglio 1924    |
| 1071 Brita       | 3 marzo 1924      |
| 1283 Komsomolia  | 25 settembre 1925 |
| 1330 Spiridonia  | 17 febbraio 1925  |

Vladimir Aleksandrovič Al'bickij (in russo Владимир Александрович Альбицкий?) (Chișinău, 16 giugno 1891 – 15 giugno 1952) è stato un astronomo russo, citato in letteratura anche come Albitsky o Albitzkij.
Laureatosi all'Università di Mosca nel 1916, lavorò all'Osservatorio di Odessa, per poi trasferirsi nel 1922 all'osservatorio di Simeiz dove collaborò con Grigorij Abramovič Šajn e Grigorij Nikolaevič Neujmin. Determinò la velocità radiale di numerose stelle tra cui quella con l'allora maggior valore, HD 161817.
Il Minor Planet Center gli accredita la scoperta di dieci asteroidi, effettuate tra il 1923 e il 1925.
Gli è stato dedicato l'asteroide 1783 Albitskij.